# سنطه
سنطه (به عربی: السنطة‎) نام شهر و شهرستانی در استان غربیه مصر است.